# Fritz Hellwig
Fritz Hellwig (ur. 3 sierpnia 1912 w Saarbrücken, zm. 22 lipca 2017 w Bonn) – niemiecki polityk i ekonomista, deputowany krajowy, w latach 1959–1963 i 1964–1970 członek Wysokiej Władzy Europejskiej Wspólnoty Węgla i Stali oraz Komisji Europejskiej.

## Życiorys
Syn inspektora szkolnego Friedricha. W 1930 zdał maturę w rodzinnym Saarbrücken, następnie do 1933 studiował ekonomię, filozofię, politologię, anglistykę i historię na uniwersytetach w Marburgu, Wiedniu i Berlinie. Na ostatniej z uczelni w 1933 obronił doktorat poświęcony rywalizacji o Saarę w latach 60. XIX wieku. W 1936 habilitował się na Uniwersytecie w Heidelbergu na podstawie biografii przemysłowca Carla Ferdinanda von Stumm-Halberga. W latach 1933–1939 pracował jako badacz i archiwista w izbie handlowo-przemysłowej w Saarbrücken, od 1937 do 1938 był jednocześnie wykładowcą wyższej szkoły nauczycielskiej w tym mieście. Autor publikacji naukowych i książek.
W młodości należał do młodzieżówki działającej w Saarze Liberalnej Partii Ludowej, w której działał jego ojciec. W 1933 krótko działał w Sturmabteilung w Berlinie, w tym samym roku przystąpił do Narodowosocjalistycznej Niemieckiej Partii Robotników (w ramach działalności partyjnej w 1935 agitował w referendum na rzecz przyłączenia Terytorium Saary do III Rzeszy). W 1939 rozpoczął pracę jako dyrektor koncernów niemieckiego przemysłu żelaznego. W 1942 został administratorem w inspektoracie ekonomicznym działającym na froncie wschodnim i opierającym się na pracy przymusowej ludności z podbitych terytoriów. W lutym 1943 wcielony do Wehrmachtu jako grenadier pancerny, uczestniczył w walkach na terenie południowych Włoch. Pod koniec tegoż roku znalazł się w niewoli początkowo brytyjskiej, następnie amerykańskiej (przebywał w obozach na terenie Oklahomy). W 1947 został uwolniony, jednak nigdy nie rozliczono go za działalność w okresie wojny.
W 1947 powrócił do Niemiec, początkowo działał w Niemieckiej Partii Centrum, następnie w Unii Chrześcijańsko-Demokratycznej. Pracował jako doradca ekonomiczny w Düsseldorfie i Duisburgu, ponieważ stał się persona non grata w Protektoracie Saary. Był zdecydowanym zwolennikiem utrzymania Saary w granicach RFN wbrew stanowisku Konrada Adenauera, którego starał się przekonać do tego pomysłu. Od 1951 do 1959 pozostawał dyrektorem zarządzającym instytutu przemysłowego w Kolonii. W latach 1952–1959 deputowany Bundestagu, oddelegowany także do Zgromadzenia Parlamentarnego Rady Europy (1954–1956) i Parlamentu Europejskiego (1959). W latach 1959–1963 i 1964–1957 członek Wysokiej Władzy Europejskiej Wspólnoty Węgla i Stali, odpowiadał m.in. za koordynację polityki energetycznej oraz branżę węgla i stali. Po likwidacji tej instytucji przeszedł do Komisji Europejskiej kierowanej przez Jeana Reya, gdzie był wiceprzewodniczącym odpowiedzialnym za badania, innowacje i dystrybucję informacji. Po zakończeniu kariery politycznej zajął się publikowaniem książek, został też szefem stowarzyszenia właścicieli statków.
Był żonaty z Margarete Werners, miał troje dzieci. Zmarł krótko przed swoimi 105. urodzinami.

## Odznaczenia
Odznaczony m.in. Krzyżem Wielkim II Klasy Orderu Zasługi Republiki Federalnej Niemiec.